# Вурмат
Вурмат (словен. Vurmat) — поселення в общині Подвелка, Регіон Корошка, Словенія.